# Olympische Jugend-Winterspiele 2024/Teilnehmer (Philippinen)
| Gelbes Symbol für Goldmedaillen mit stilisierten Olympischen Ringen | Graues Symbol für Silbermedaillen mit stilisierten Olympischen Ringen | Braundes Symbol für Bronzemedaillen mit stilisierten Olympischen Ringen |
| ------------------------------------------------------------------- | --------------------------------------------------------------------- | ----------------------------------------------------------------------- |
| —                                                                   | —                                                                     | —                                                                       |

Die Philippinen nahmen an den Olympischen Jugend-Winterspielen 2024 in der südkoreanischen Provinz Gangwon mit 3 Athleten (2 Männer, 1 Frau) teil.

## Teilnehmer nach Sportart

### Freestyle-Skiing
| Athleten           | Wettbewerb | Qualifikation | Qualifikation | Finale | Finale | Rang |
| Athleten           | Wettbewerb | Punkte        | Rang          | Punkte | Rang   | Rang |
| ------------------ | ---------- | ------------- | ------------- | ------ | ------ | ---- |
| Frauen             |            |               |               |        |        |      |
| Laetaz Amihan Rabe | Slopestyle | DNS           | DNS           | DNS    | DNS    | DNS  |
| Laetaz Amihan Rabe | Big Air    | DNS           | DNS           | DNS    | DNS    | DNS  |

### Shorttrack
| Athleten         | Wettbewerb | Vorläufe     | Vorläufe | Viertelfinale | Viertelfinale | Halbfinale    | Halbfinale    | Finale A/B    | Finale A/B    | Rang |
| Athleten         | Wettbewerb | Zeit         | Rang     | Zeit          | Rang          | Zeit          | Rang          | Zeit          | Rang          | Rang |
| ---------------- | ---------- | ------------ | -------- | ------------- | ------------- | ------------- | ------------- | ------------- | ------------- | ---- |
| Männer           |            |              |          |               |               |               |               |               |               |      |
| Peter Groseclose | 500 m      | 42,019 s     | 1        | 41,329 s      | 1             | 41,697 s      | 1             | A-Finale: PEN | A-Finale: PEN | 5    |
| Peter Groseclose | 1000 m     | 1:30,243 min | 1        | 1:28,899 min  | 4             | ausgeschieden | ausgeschieden | ausgeschieden | ausgeschieden | 13   |
| Peter Groseclose | 1500 m     | —            | —        | 2:20,575 min  | 5             | ausgeschieden | ausgeschieden | ausgeschieden | ausgeschieden | 25   |

### Skilanglauf
| Athleten              | Wettbewerbe      | Zeit        | Rang |
| --------------------- | ---------------- | ----------- | ---- |
| Männer                |                  |             |      |
| Avery Uriel Balbanida | 7,5 km klassisch | 25:15,9 min | 65   |

| Athleten              | Wettbewerbe     | Qualifikation | Qualifikation | Viertelfinale | Viertelfinale | Halbfinale    | Halbfinale    | Finale        | Finale        | Rang |
| Athleten              | Wettbewerbe     | Zeit          | Rang          | Zeit          | Rang          | Zeit          | Rang          | Zeit          | Rang          | Rang |
| --------------------- | --------------- | ------------- | ------------- | ------------- | ------------- | ------------- | ------------- | ------------- | ------------- | ---- |
| Männer                |                 |               |               |               |               |               |               |               |               |      |
| Avery Uriel Balbanida | Sprint Freistil | 3:44,34 min   | 69            | ausgeschieden | ausgeschieden | ausgeschieden | ausgeschieden | ausgeschieden | ausgeschieden | 68   |